# Chiesa di Santo Stefano (Fornace)
La chiesa di Santo Stefano è una chiesa cattolica situata a Santo Stefano, frazione del comune di Fornace in provincia di Trento; è sussidiaria della parrocchiale di San Martino e fa parte dell'arcidiocesi di Trento.

## Storia

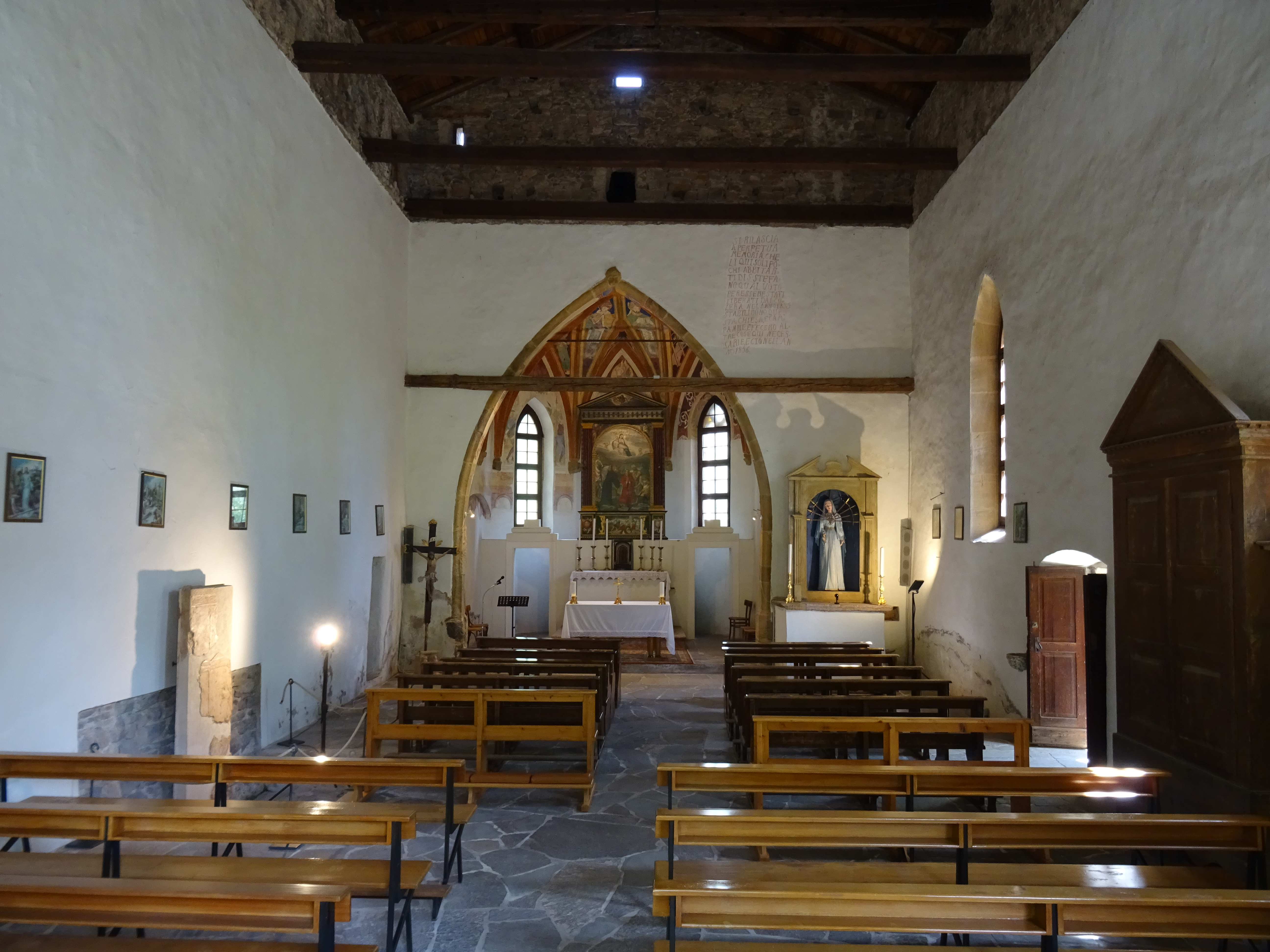
Interno

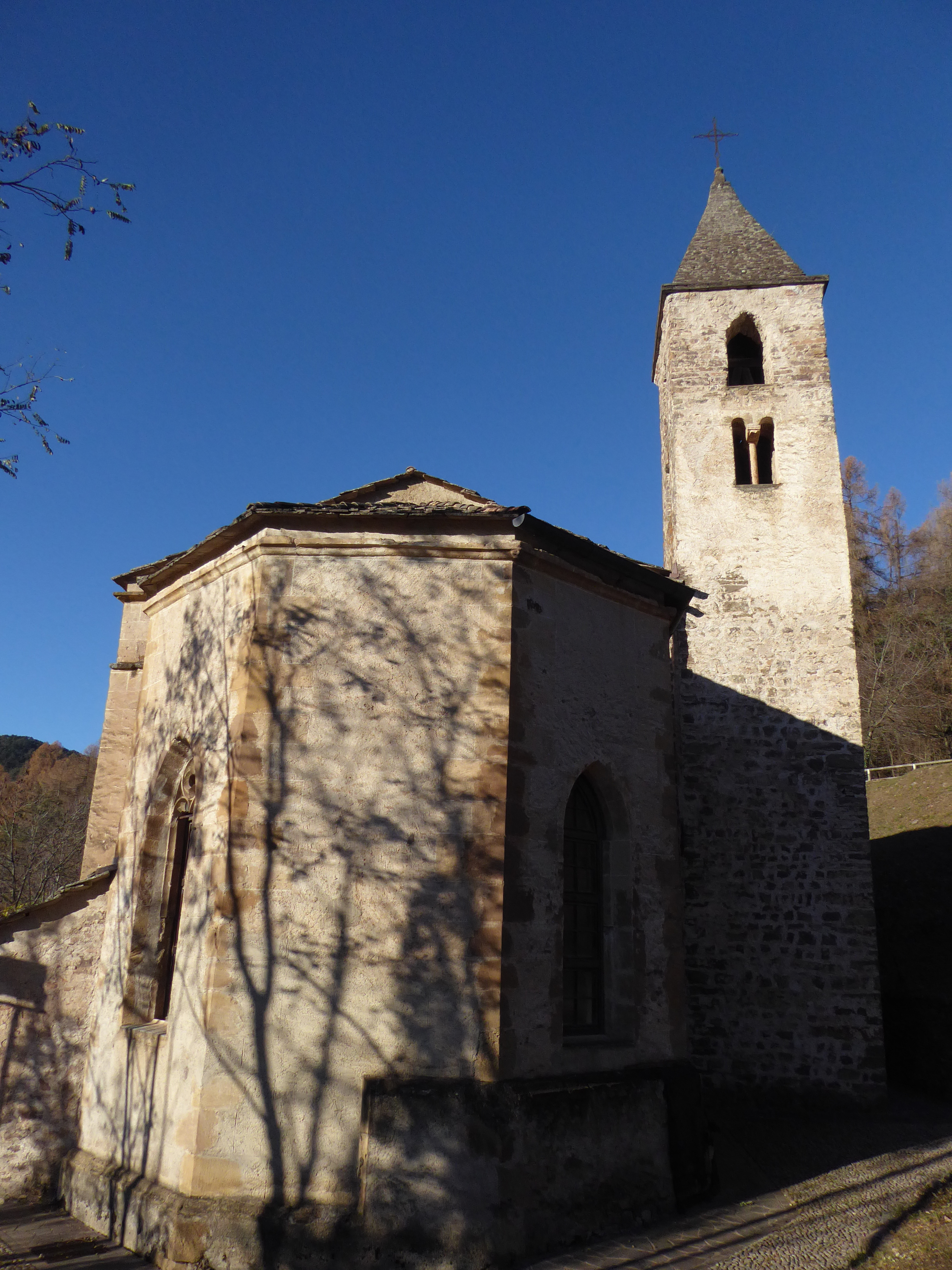
Vista dal retro su abside e campanile

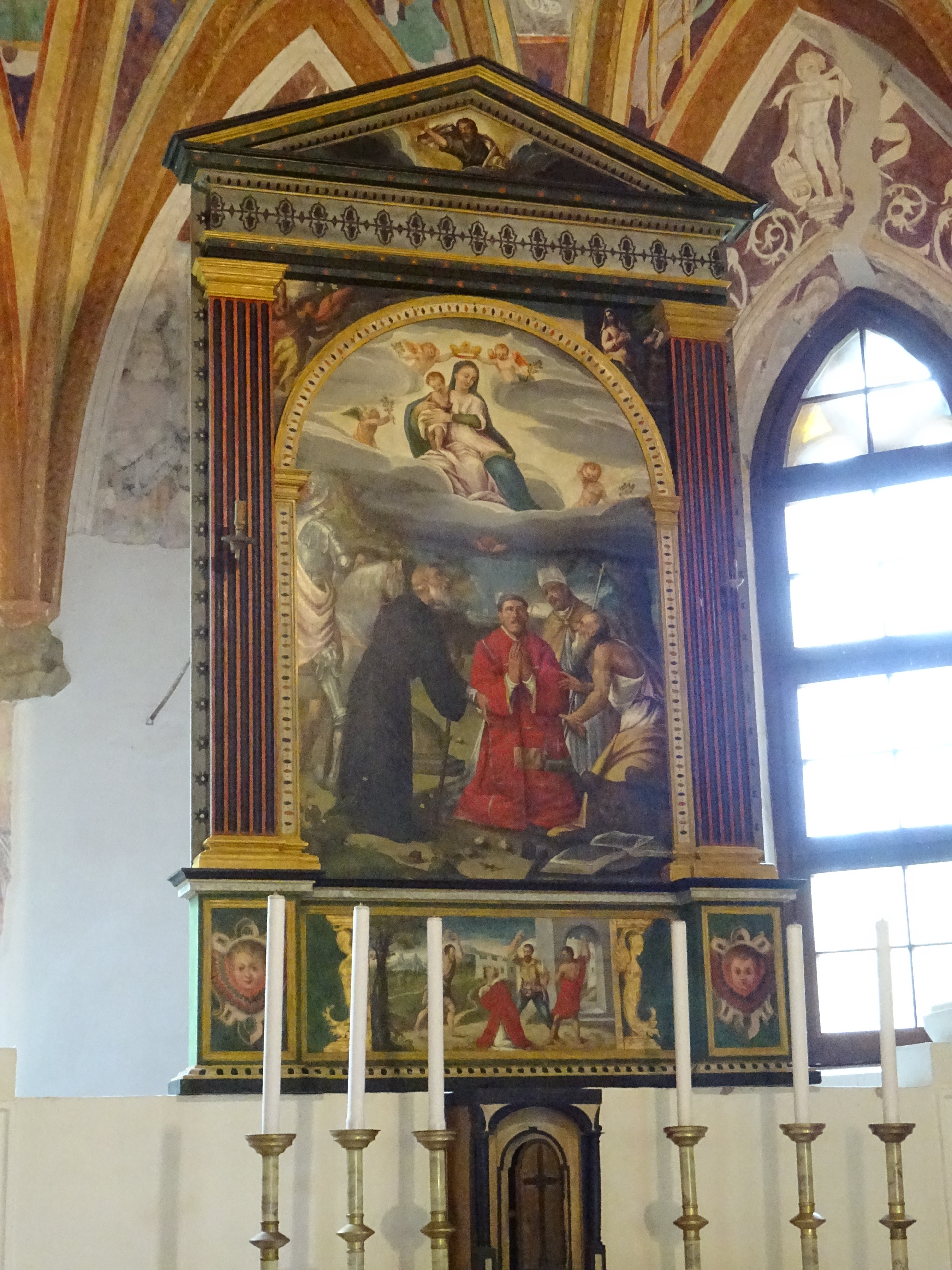
Altare

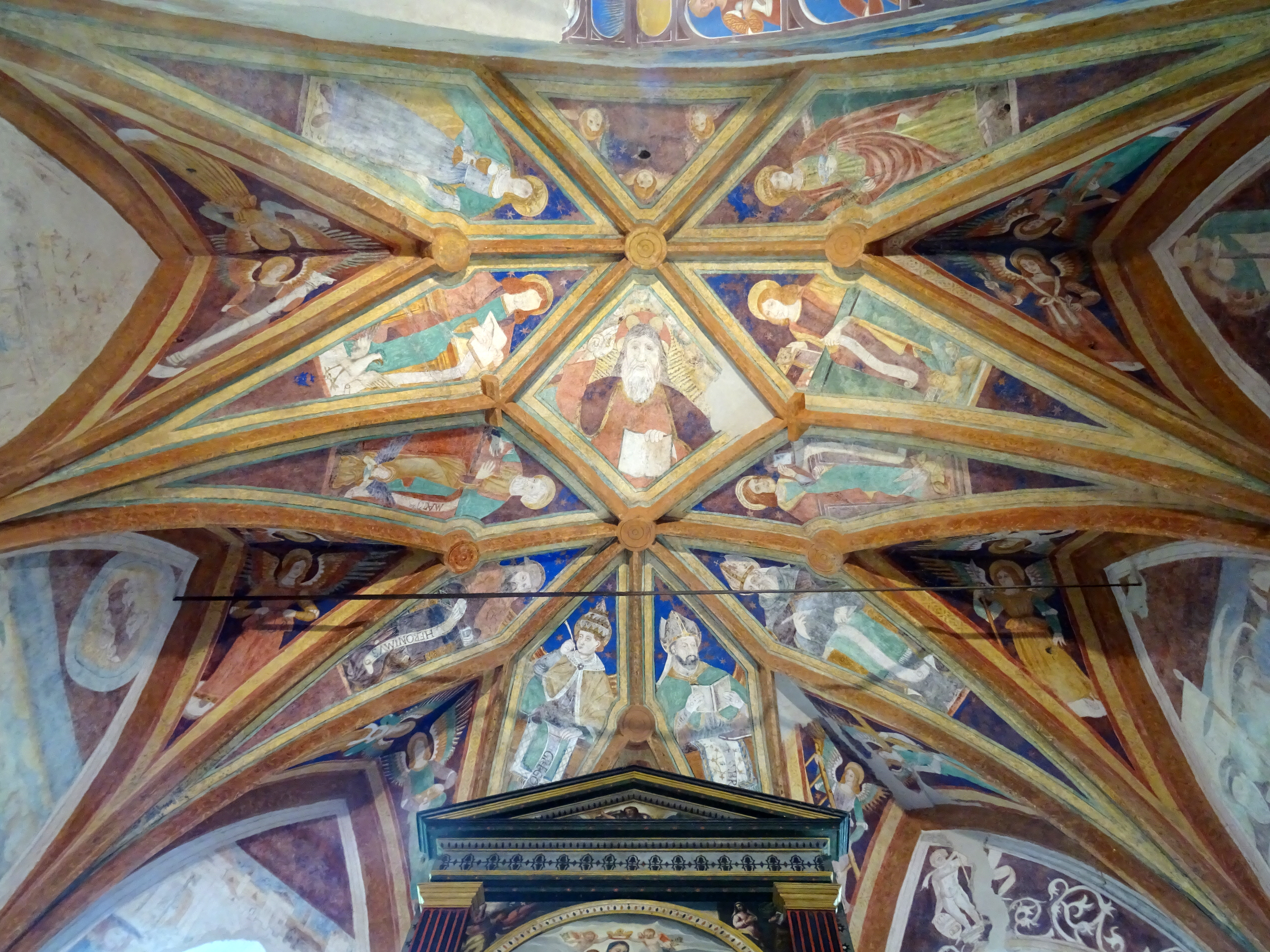
Affreschi della volta del presbiterio

La prima menzione della chiesa, che all'epoca era intitolata a san Cipriano, è del 1232; fondata forse già nel VI-VII secolo, una tradizione la vuole addirittura primigenia pieve dell'altopiano di Piné (prima ancora di San Mauro); per secoli fu circondata da un cimitero che accolse anche i morti di Lona fino al 1685 e quelli di Lases fino al 1730 circa.
L'edificio venne interamente ricostruito sul finire del Quattrocento (tranne il campanile che venne solo rialzato), e quindi affrescato a inizio Cinquecento; la consacrazione, con la nuova dedicazione della chiesa a santo Stefano, venne celebrata il 16 maggio 1502 dal vescovo suffraganeo di Trento Francesco de la Chiesa.
Da allora la struttura è rimasta invariata: sono documentati interventi di restauro nel 1751, 1856, 1984 e 1993, l'ultimo dei quali ha visto anche la sostituzione del pavimento; tra il 1965 e il 1975 è stato inoltre realizzato l'adeguamento liturgico tramite l'aggiunta di arredi mobili.

## Descrizione

### Esterno
La chiesa, regolarmente orientata verso est, si trova all'estremità nord-orientale del paese di Santo Stefano, in posizione elevata e leggermente isolata.
Nella facciata a capanna si aprono il portale ogivale riparato da una tettoia, due finestrelle rettangolari ai suoi lati e un oculo in pieno centro. Il lato meridionale è caratterizzato da un contrafforte a metà fiancata, seguito da portale d'ingresso laterale, anch'esso con il suo tettuccio, e dal volume sporgente della sagrestia. La fiancata settentrionale invece è liscia, tranne per il campanile che vi si erge contro: questo è una torre in pietrame a base quadrata, con cella campanaria bucata da bifore e monofore ogivali disposte su due ordini, con tetto piramidale in pietra.

### Interno
L'interno è a navata unica, coperta da un soffitto a capriate in legno e pavimentata con lastre di porfido; l'aula termina con il presbiterio, chiuso da un'abside poligonale e voltato a reticolo, con i costoloni poggianti su peducci antropomorfi. Oltre che dalle finestre della facciata, l'interno è illuminato da quattro finestre ogivali: due sulla parete destra della navata, e due nell'abside.
La zona presbiteriale è ornata da affreschi cinquecenteschi: le vergini stolte e le vergini sagge sull'intradosso dell'arco santo (attribuibili a Corrado da Pergine); i quattro evangelisti, quattro Dottori della Chiesa e le sante Lucia e Chiara negli spicchi del reticolato, con il Padreterno nello spazio centrale. La pala d'altare, raffigurante la Madonna incoronata dagli angeli con i santi Martino, Stefano, Cipriano, Girolamo e Antonio abate, è attribuita alla scuola del Farinati; dalla chiesa proviene inoltre un trittico conservato presso il museo diocesano tridentino.